# Jakub II Cypryjski
Jakub II Cypryjski, Jakub Bastard (ur. 1440, zm. 10 lipca 1473) – król Cypru. Był nieślubnym synem Jana II i Marietty z Patras.
W 1456 dzięki swojemu ojcu, w wieku zaledwie 16 lat, Jakub został arcybiskupem Nikozji. Tytuł stracił, kiedy zamordował królewskiego szambelana. W 1457 ojciec szybko mu przebaczył i przywrócił na poprzedni urząd. Ojciec miał prawdopodobnie uczynić go swoim oficjalnym następcą, ale nie zdążył i zmarł w 1458 r. Tron Cypru przypadł przyrodniej siostrze Jakuba, Szarlocie. W 1460 Jakub zakwestionował jej prawa do tego tronu i uwięził ją razem z jej mężem na 3 lata w zamku Kyrenia. W 1463, kiedy Szarlota uciekła na wyspę Rodos, Jakub został oficjalnie koronowany na króla. W 1464 roku zdobył Famagustę i wypędził z niej Genueńczyków.
Poślubił Wenecjankę Katarzynę Cornano, ale zmarł w kilka miesięcy po ślubie. Istnieją przypuszczenia, że został otruty przez weneckich agentów, prawdopodobnie nasłanych przez wuja Katarzyny. Został pochowany w katedrze św. Mikołaja w Famaguście. Z Katarzyną doczekał się jedynie syna:
- Jakuba III (ur. 28 sierpnia 1473, zm. sierpień 1474)

Po śmierci Jakuba III, królową Cypru została Katarzyna Cornano. Pozostając pod opieką potężnej wówczas Wenecji skutecznie odpierała próby powrotu na Cypr i ponownego objęcia tronu przez Szarlotę.
Jakub II miał co najmniej czworo dzieci nieślubnych:
- Eugeniusza Lusignan Armeńskiego (zm. 1536, w Wenecji), męża Paoli Mazzara Sycylijskiej
- Janusa Lusignan (zm. po 1552), męża X de Toro, i Wirginii Cosanza di San Sava
- Charlottę Lusignan (zm. ok. 1469), żonę Sora de Naves
- Charlę Lusignan (1468–1480), żonę Alfonsa, bastarda aragońskigeo (1460–1510)